# 시나노 마이니치 신문
시나노 마이니치 신문（信濃毎日新聞 しなのまいにちしんぶん[*]）은 나가노현 나가노시에 본사를 두고 있는 시나노 마이니치 신문사에서 발행하는 지역 신문이다. 1881년부터 현재의 명칭으로 간행이 시작되어 1991년부터는 미국 미주리주 세인트루이스 현지의 지역 언론과 제휴 관계를 맺기 시작했다.